# Tony Atlas
Anthony White (n. 23 aprilie 1954), cunoscut ca Tony Atlas, este un antrenor de wrestling, bodybuilder, powerlifter și fost wrestler profesionist afro-american.

## Elevi
- John Cena

- Mark Henry

## Cariera
Tony a intrat la WWF în 1996. Cariera și-a terminat-o în 2008.
A început să-l antreneze pe John Cena în 2002, și a terminat în 2004, când John Cena a devenit United States Champion la WrestleMania 20, în fața lui Big Show. Pe Mark Henry a început să-l antreneze din 2008 până în 2009.
A mai fost și militar, din 2006 până în 2008.

## Titluri în Wrestling
- Americas Wrestling Federation
  - AWF North American Heavyweight Championship (1 dată)[4]
- Century Wrestling Alliance
  - CWA Heavyweight Championship (1 dată)[5]
- Eastern Wrestling Alliance
  - EWA Heavyweight Championship (1 dată)[6]
- Georgia Championship Wrestling
  - NWA Georgia Heavyweight Championship (1 dată)[7]
  - NWA Georgia Tag Team Championship (4 ori) – cu Tommy Rich (1), Mr. Wrestling II (1), Thunderbolt Patterson (1), and Kevin Sullivan (1)[8]
- International World Class Championship Wrestling
  - IWCCW Heavyweight Championship (2 ori)[9]
- International Wrestling (Quebec)
  - WCWA Brass Knuckles Championship (1 dată)[10]
- Mid-Atlantic Championship Wrestling
  - NWA Mid-Atlantic Heavyweight Championship (1 dată)[11]
- NWA Tri-State1
  - NWA West Virginia/Ohio Heavyweight Championship (1 dată)[12]
- New England Pro Wrestling
  - NEPW Heavyweight Championship (1 dată)[13]
- New England Pro Wrestling Hall of Fame
  - Class of 2009
- Pro Wrestling Illustrated
  - PWI Most Improved Wrestler of the Year (1980)[14]
  - PWI ranked him #64 of the 500 best singles wrestlers of the year on the PWI 500 list in 1996[15]
  - PWI ranked him #171 of the top 500 wrestlers of the "PWI Years" in 2003[16]
- Southwest Championship Wrestling
  - SCW Southwest Brass Knuckles Championship (1 dată)[17]
- Universal Superstars of America

- USA Tag Team Championship (1 dată) - cu S.D. Jones

- World Class Wrestling Association
  - WCWA Television Championship (1 dată)[18]
  - WCWA Texas Tag Team Championship (1 dată) – cu Skip Young[19]
- World Wide Wrestling Alliance

- WWWA Intercontinental Championship (2 dată)

- World Wrestling Council
  - WWC North American Tag Team Championship (1 dată) – cu Miguel Pérez, Jr.[20]
- World Wrestling Federation / World Wrestling Entertainment
  - WWF Tag Team Championship (1 dată) – cu Rocky Johnson[21]
  - WWE Hall of Fame (Class of 2006)[22]
- World Bodybuilding Guild
  - WBBG Hall Of Fame (Class of 2007)[23]